# ماريو غافرانوفيتش
ماريو غافرانوفيتش (مواليد 24 نوفمبر 1989 في لوغانو - سويسرا) لاعب كرة قدم سويسري يلعب حاليا لصالح نادي الدرجة الأولى شالكه الألماني منذ 2010 في مركز المهاجم .

## روابط خارجية
- ماريو غافرانوفيتش على موقع الاتحاد الدولي (مؤرشف)  (الإنجليزية)
- ماريو غافرانوفيتش على موقع الاتحاد الأوربي (الإنجليزية)
- ماريو غافرانوفيتش على موقع إي إس بي إن إف سي (الإنجليزية)
- ماريو غافرانوفيتش على موقع قاعدة بيانات كرة القدم.إي يو (الإنجليزية)
- ماريو غافرانوفيتش على موقع بيانات كرة القدم. دي إي (الألمانية)
- ماريو غافرانوفيتش على موقع ليكيب (الفرنسية)
- ماريو غافرانوفيتش على موقع ناشيونال فوتبول تيمز (الإنجليزية)
- ماريو غافرانوفيتش على موقع Soccerbase.com (لاعب) (الإنجليزية)
- ماريو غافرانوفيتش على موقع Soccerway.com (الإنجليزية)
- ماريو غافرانوفيتش على موقع عالم كرة القدم.نت (الإنجليزية)